# Joel Andersson
Joel Andersson (Gotemburgo, 11 de noviembre de 1996) es un futbolista sueco que juega en la demarcación de defensa para el PFC Ludogorets Razgrad de la Primera Liga de Bulgaria.

## Selección nacional
Tras jugar con la selección de fútbol sub-17 de Suecia, sub-19 y la sub-21, finalmente el 7 de enero de 2018 hizo su debut con la selección absoluta en un encuentro amistoso contra Estonia que finalizó con un resultado de empate a uno tras los goles de Henri Anier por parte de Estonia, y de Kalle Holmberg para el combinado sueco.

## Clubes
| Club                   | País      | Año       | Partidos | Goles |
| ---------------------- | --------- | --------- | -------- | ----- |
| Västra Frölunda IF     | Suecia    | 2012      | 4        | 0     |
| BK Häcken              | Suecia    | 2015-2018 | 108      | 4     |
| F. C. Midtjylland      | Dinamarca | 2018-2025 | 221      | 6     |
| PFC Ludogorets Razgrad | Bulgaria  | 2025-     |          |       |

## Palmarés

### Títulos nacionales
| Título                 | Club              | País      | Año  |
| ---------------------- | ----------------- | --------- | ---- |
| Copa de Suecia         | BK Häcken         | Suecia    | 2016 |
| Copa de Dinamarca      | F. C. Midtjylland | Dinamarca | 2019 |
| Superliga de Dinamarca | F. C. Midtjylland | Dinamarca | 2020 |
| Copa de Dinamarca      | F. C. Midtjylland | Dinamarca | 2022 |
| Superliga de Dinamarca | F. C. Midtjylland | Dinamarca | 2024 |